# Valéria (Salvador)
Valéria é um bairro e subdistrito de Salvador, capital do estado da Bahia, situado na sua região periférica, já nos limites desta cidade com o município de Simões Filho.
Está situado à margem esquerda da rodovia BR-324, que liga a capital à cidade de Feira de Santana e a cerca de 23 quilômetros do centro da metrópole.[carece de fontes?]

## Topônimo
A origem do nome "Valéria" deve-se ao fato de uma das filhas dos fazendeiros ter esse nome. O bairro também é conhecido pelo Derba.[carece de fontes?]

## História
O Bairro de Valéria teve sua origem a partir do desmatamento de três fazendas existentes na área onde hoje esta localizado o bairro, pertencentes as famílias tradicionais: Schindller, Temporal e Omaque, dando origem a loteamentos e invasões.[carece de fontes?]
O primeiro loteamento oficial do bairro foi o do Temporal. Outros loteamentos invasões surgiram sem estrutura, sendo o mais recente o da fazenda Omaque, originando a localidade da Boca da Mata. Onde hoje existe a localidade de Nova Brasília, as terras eram propriedade do CIA-Centro Industrial de Aratu. Concluímos que o bairro é composto de conglomerados de loteamentos, destacando-se como os mais importantes: Derba, Boca da Mata, Nova Brasília e Lagoa da Paixão.[carece de fontes?]
Ate o ano de 1969, o bairro fazia parte do município de Lauro de Freitas, sendo a administração desse município responsável pela construção da AR-Administração Regional, hoje ARXV, que incorpora os bairros de Valéria e Pirajá, passando para o municipio de Salvador em 24 de setembro de 1969. Essas informações justificam a não inclusão do bairro de Valéria em mapas da cidade de Salvador ate o ano de 1991.[carece de fontes?]

## Segurança
Foi listado como um dos bairros mais perigosos de Salvador, segundo dados do Instituto Brasileiro de Geografia e Estatística (IBGE) e da Secretaria de Segurança Pública (SSP) divulgados no mapa da violência de bairro em bairro pelo jornal Correio em 2012. Ficou entre os mais violentos em consequência da taxa de homicídios para cada cem mil habitantes por ano (com referência da ONU) ter alcançado o nível mais negativo, com o indicativo "mais que 90", sendo um dos piores bairros na lista.
Em 2015 o segundo titular da 5ª Delegacia Territorial (DT/Periperi), Nilton Borba, comentou sobre a existência de tráfico de drogas na região.